# Атаман, Кутлуг
Кутлуг Атаман  (Kutlug Ataman, 1961, Стамбул, Турция) — современный турецкий художник и кинорежиссёр

.

## Биография
Кутлуг Атаман родился в 1961 в Стамбуле, Турция, изучал драму и кино в Университете Калифорнии в Лос-Анджелесе, который окончил со степенью Магистра изящных искусств в 1988. После окончания обучения работал как режиссёр и художник.
Его короткометражный фильм «Ла-Фуга» (La Fuga) был показан на многих международных кинофестивалях и выиграл премии CINE Golden Eagle Award и нью-йоркского международного кинофестиваля в 1988, а также почетную грамоту Чикагского кинофестиваля в 1989.
Его первый художественный фильм «Karanlik Sular» (1993) был экспериментальным произведением, в котором сопоставлялись несколько сил, представляющих кризис современной турецкой культуры.
Кутлуг Атаман заявил о себе как художник в 1997, когда принял участие в 5-й Стамбульской биеннале, на которой он представил документальный восьмичасовой фильм «Kutlug Ataman’s Semiha B. Unplugged» об оперной диве Semiha Berksoy, которая подверглась преследованиям за её роман с изгнанным коммунистическим поэтом Назымом Хикметом. Затем Атаман был приглашен участвовать в 48-й Венецианской биеннале, где он показал фильм «Женщины, которые носят парики».
Фильм «Lola und Bilidikid» (1998), посвященный субкультуре трансвеститов в турецкой общине Берлина получил приз 49-го Берлинского кинофестиваля в 1999.
На 11-й Документе в Касселе художник представил «4 сезона Вероники Рид» — работу, которая была включена также в выставку «Days Like These» в рамках Триеннале современного британского искусства в 2003 в Tate Britain.
Кутлуг Атаман был включен в шорт-лист Премии Тернера в 2004 с работой «Двенадцать». В этом же году он выиграл престижную Премию Карнеги (Carnegie Prize) за работу «Küba», 40-канальную инсталляцию, снятую в бедном анклаве в Стамбуле.
Член Партии зелёных и левого будущего.
Живёт и работает в Стамбуле, Лондоне и Барселоне.

## Творчество
Работы Кутлуга Атамана находятся на границе между документалистикой и вымыслом. Он использует повествование для изучения уязвимости личной идентичности; в центре внимания его фильмов часто оказываются люди, которые отделены от привычных социальных категорий и вынуждены заново искать себя.
Кутлуг Атаман впервые стал известен благодаря работе «Женщины, которые носят парики» (1999), посвященной стратегии четырех женщин, которые изменили свой внешний вид в ответ на внешнее давление. Его фильмы выявляют сложное переплетение памяти и воображения, правды и фантазии, которое составляет наше понимание повседневной жизни.
Фильм «Двенадцать» (2004) повествует о шести людях, рассказывающих о своем опыте перевоплощения. Он снят на юго-востоке Турции, около границы с Сирией, в арабской общине.